# Sant Esteve d'Esplugafreda
Sant Esteve d'Esplugafreda és l'església parroquial d'origen romànic del poble d'Esplugafreda, de l'antic terme del mateix nom, actualment pertanyent al de Tremp.

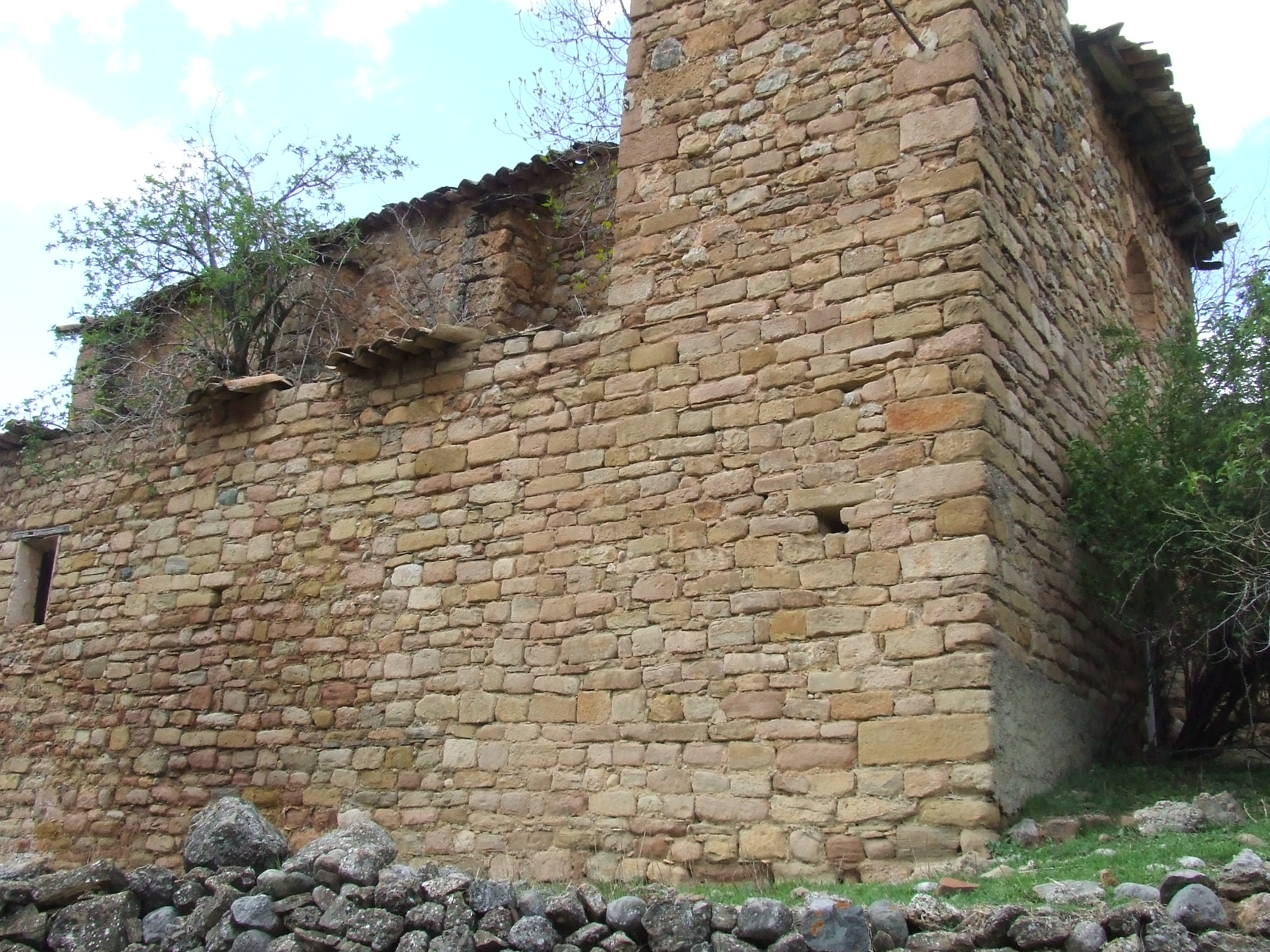
Mur meridional, amb filades de carreus d'obra potser medieval

És un edifici molt transformat al llarg dels segles. Conserva, però, molts fragments d'època romànica.
És d'una sola nau, que només conserva fragments dels murs laterals amb elements romànics. La resta correspon a una església dels segles XVI i posteriors.